# Pradines (Corrèze)
Pradines település Franciaországban, Corrèze megyében. Lakosainak száma 86 fő (2022. január 1.). Pradines Bonnefond, Chaumeil, Gourdon-Murat, Grandsaigne, Lestards és Veix községekkel határos.

## Népesség
A település népességének változása:
| Lakosok száma | 182  | 141  | 120  | 102  | 105  | 102  | 91   | 84   | 81   | 86   |
|               | 1968 | 1982 | 1990 | 2006 | 2013 | 2015 | 2017 | 2019 | 2020 | 2022 |